# Cova del Pont
La Cova del Pont és una cova del Parc de la Serralada Litoral; concretament, a Vilassar de Dalt (el Maresme), inclòsa a l'Inventari del Patrimoni Arqueològic i Paleontològic de Catalunya.

## Accés
Situats als Recers, baixem uns 60 metres de distància en direcció sud. Coordenades: x=445297 y=4597759 z=380. UTM: 31 N - 445195- 4597552.
És una cova petita, natural, possiblement sepulcral, constituïda per un amuntegament natural de roques que configuren dos espais a sota. Hi ha poc estrat arqueològic a causa de la seua configuració rocallosa i no s'ha estudiat en profunditat. L'excavà als anys setanta del segle xx el grup de Jaume Ventura, juntament amb el Grup Arqueològic de Vilassar de Dalt. S'hi va trobar ceràmica feta a mà amb incisions (uns petits cercles), ceràmica de parets rugoses, una nansa i una destral de pissarra de 15 cm de llargada i 1 cm de gruix. També s'hi va detectar la presència d'un enterrament. Aquest material s'exposa al Museu-Arxiu de Vilassar de Dalt. És datada del Neolític al Bronze Antic (5500 aC-1500 aC).